# Superbrein
Superbrein (Engels; Ultimate brain) is een interactief spelprogramma voor kinderen rond wetenschap. Superbrein wordt in Nederland uitgezonden door Zapp, in België door Ketnet.

## Voormalige presentatoren
Superbrein werd gepresenteerd door:
| Periode   | Presentator           |
| --------- | --------------------- |
| 2014-2016 | Nienke de la Rive Box |

## Het derde team
Naast twee teams van topwetenschappers in de dop, bestaat het derde team in alle afleveringen uit Vloggers of Acteurs.

### het derde team Nu
| Teamlid            | Jaren        | Teamlid Nummer |
| ------------------ | ------------ | -------------- |
| Sonia Eijken       | 2017 - heden | 1              |
| Leendert de Ridder | 2017 - heden | 2              |
| Niet bekend        | 2017 - heden | 3              |